# 雄卡德
雄卡德，是匈牙利索博尔奇-索特马尔-贝拉格州所辖的一个村。总面积19.81平方公里，总人口701，人口密度35.4人/平方公里（2011年1月1日）。